# غيرترود ميخائيل
غيرترود ميخائيل (بالإنجليزية: Gertrude Michael)‏ هي مغنية وممثلة أمريكية، ولدت في 1 يونيو 1911 في الولايات المتحدة، وتوفيت في 31 ديسمبر 1964 ببيفرلي هيلز في الولايات المتحدة.

## أعمال

### أفلام
- (1934) كليوباترا

## وصلات خارجية
- غيرترود ميخائيل على موقع IMDb (الإنجليزية)
- غيرترود ميخائيل على موقع أول موفي (الإنجليزية)
- غيرترود ميخائيل على موقع قاعدة بيانات برودواي على الإنترنت (الإنجليزية)
- غيرترود ميخائيل على موقع قاعدة بيانات الأفلام السويدية (السويدية)
- غيرترود ميخائيل على موقع قاعدة بيانات الفيلم (الإنجليزية)
- غيرترود ميخائيل على موقع كينوبويسك (الروسية)